# 리슨 투 브리튼
《리슨 투 브리튼》(Listen to Britain)은 영국에서 제작된 스튜어트 맥알리스터 감독의 1942년 다큐멘터리 영화이다. Chesney Allen, Bud Flanagan, 마이러 헤스 등이 주연으로 출연하였다. 크라운 필름 유닛에 의해 제2차 세계 대전 중에 제작되었다.